# Ludwig von Baldass
Ludwig von Baldass (in tedesco: Ludwig von Baldaß; Vienna, 1887 – Vienna, 20 novembre 1963) è stato uno storico dell'arte, insegnante e scrittore austriaco, specializzato nella pittura fiamminga primitiva. Studiò sotto la guida di Max Dvořák presso l'Università di Vienna e iniziò a tenere lezioni lì nel 1926, ottenendo il titolo di professore nel 1934. Il suo trattato del 1942 su Hans Memling fu determinante nella rivalutazione dell'importanza artistica di quest'ultimo.
Altre sue pubblicazioni includono articoli e libri su Jan van Eyck (1952), Hieronymus Bosch (1953), Giorgione (m. 1510) e Albrecht Altdorfer (m. 1538).
Dopo l'Anschluss con la Germania nazista, von Baldass aderì alla politica nazista sulle arti riguardante la cosiddetta arte degenerata. Quando il Reich iniziò una campagna di saccheggio delle opere appartenenti a collezionisti ebrei, i membri della famiglia Rothschild tentarono di lasciare il paese portando con sé i loro dipinti. Von Baldass, agendo da fedele membro del partito nazista, si oppose e ostacolò i loro sforzi per impedire che le opere lasciassero l'Austria. Di conseguenza, la maggior parte delle opere finì nelle mani dello stato nazista. Dopo la guerra, Louis Rothschild cercò di recuperare parte della sua collezione, ma von Baldass sfruttò la sua influenza per negoziare che alcune opere rimanessero sotto la custodia del Kunsthistorisches Museum in cambio della restituzione di altre alla famiglia Rothschild. I Rothschild furono infine costretti, seppur con riluttanza, ad accettare questi termini.
Von Baldass si ritirò dall'insegnamento nel 1949 e si dedicò alla scrittura; le sue opere più importanti furono pubblicate dopo il 1952. Era sposato con Paula Wagner, nipote dell'architetto Otto Wagner.

## Opere
- Albrecht Altdorfer, Gallus Verlag, 1941.
- Hans Memling, 1942.
- Conrad Laib und die beiden Rueland Frueauf, V von Anton Schroll, 1946.
- Jan van Eyck, Phaidon Press, 1952.
- Hieronimus Bosch, Abrams, 1960.
- Giorgione, Thames & Hudson, 1965.